# 조긍하
조긍하(한국 한자: 趙肯夏, 본명: 조중하, 본명 한자: 趙重夏, 1919년 8월 16일~1982년 1월 28일)는 일제강점기 시대의 서양 고전 클래식 음악 피아니스트·테너 성악가 겸 풍경 사진 작가 출신의 대한민국의 영화 감독이었고, 1978년 이후 사실상 모두 은퇴했다.

## 생애

### 일생
경상북도 대구 출신으로 본관(관향)은 풍양(豐壤)이며 본명(本名)은 조중하(趙重夏). 그는 1938년 3월, 일제 시대 경북 대구에서 중등교육을 모두 마치고, 1939년 일본(도쿄)으로 건너가 1943년 3월, 일본 도쿄 데이고쿠 음악학교 성악학과에서 학사 학위를 취득하였으며 그는 애초에 1940년 늦가을 당시, 테너 성악가로 데뷔하여 그 후 테너 성악가와 피아노 연주자로 활동하다가 은퇴하고, 사진 촬영과 영화 분야로 전향하였다.
사진 작가의 관록으로써 조감독 수련을 거치지 않고 바로 감독이 되었는데, 1952년에 《베일부인》을 감독한 것을 시작으로 《황진이》(1956년), 《곰》, 《육체의 길》(1959년), 《인간만세》, 《과부》(1960년)등의 영화를 감독하였고, 시나리오도 직접 집필해왔다. 또한, 1960년대 말에는 《상해임시정부》, 《인천상륙작전》 등 애국지사들의 일대기를 내용으로 한 작품들을 만들었다.
1978년 이후부터 사실상 영화 분야에서도 모두 은퇴하였으며, 1982년 1월 28일에 심장마비로 인하여 사망했다.

### 학력
- 경북 대구고등보통학교 졸업(1938년 3월)
- 일본 도쿄 데이고쿠 음악학교 성악학과 테너 전공 학사(1943년 3월)

### 주요 경력
- 1940년 테너 성악가 첫 데뷔.
- 1942년 피아니스트 데뷔.
- 1944년 테너 성악가 겸 피아니스트를 모두 단념하고 사진 작가 데뷔.
- 1952년 외가친척 어약선 감독 등과 의기상투하여, 영화 《베일 부인(베일의 비밀)》으로 영화감독 데뷔.
- 1954년 영화평론가 등단.
- 1955년 음악평론가 등단.
- 1956년 영화 《황진이》를 감독, 이 영화로 함께 영화 각본가 데뷔.
- 1959년 영화 《곰》을 감독, 이 영화로 영화 편집감독 데뷔.
- 1960년 영화 《과부》를 감독, 이 영화로 영화 각색가 데뷔.
- 1961년 영화 《쟌 발쟌(Jean Valjean)》을 감독 및 각색, 이 영화로 영화 기획가 데뷔.
- 1962년 영화 《인간만세》를 감독, 이 영화로 영화제작자 데뷔.
- 1968년 자작 소설 《세월이 흘러가면》으로 소설가 데뷔.
- 1969년 자신의 동명 소설을 영화화한 영화 《세월이 흘러가면》을 감독.
- 1978년 이후부터 사실상 영화 분야에서 모두 은퇴.

## 작품

### 감독
- 1952년 《베일부인》
- 1957년 《황진이》
- 1959년 《곰》
- 1959년 《육체의 길》
- 1959년 《인간만세》
- 1960년 《과부》
- 1969년 《상해 임시정부》 - 신성일, 김지미 주연 작품.

## 가족 관계
- 아들인 조동진과 조동익, 그리고 딸인 조동희는 각자각자 음악가로 활동을 했다[4].